# Naplate
Naplate est un village du comté de LaSalle, dans l'État de l'Illinois. il est inclus dans l'aire statistique d'Ottawa-Streator.
Son nom vient de la compagnie « National Plate Glass Company ».